# Polaritate electrică

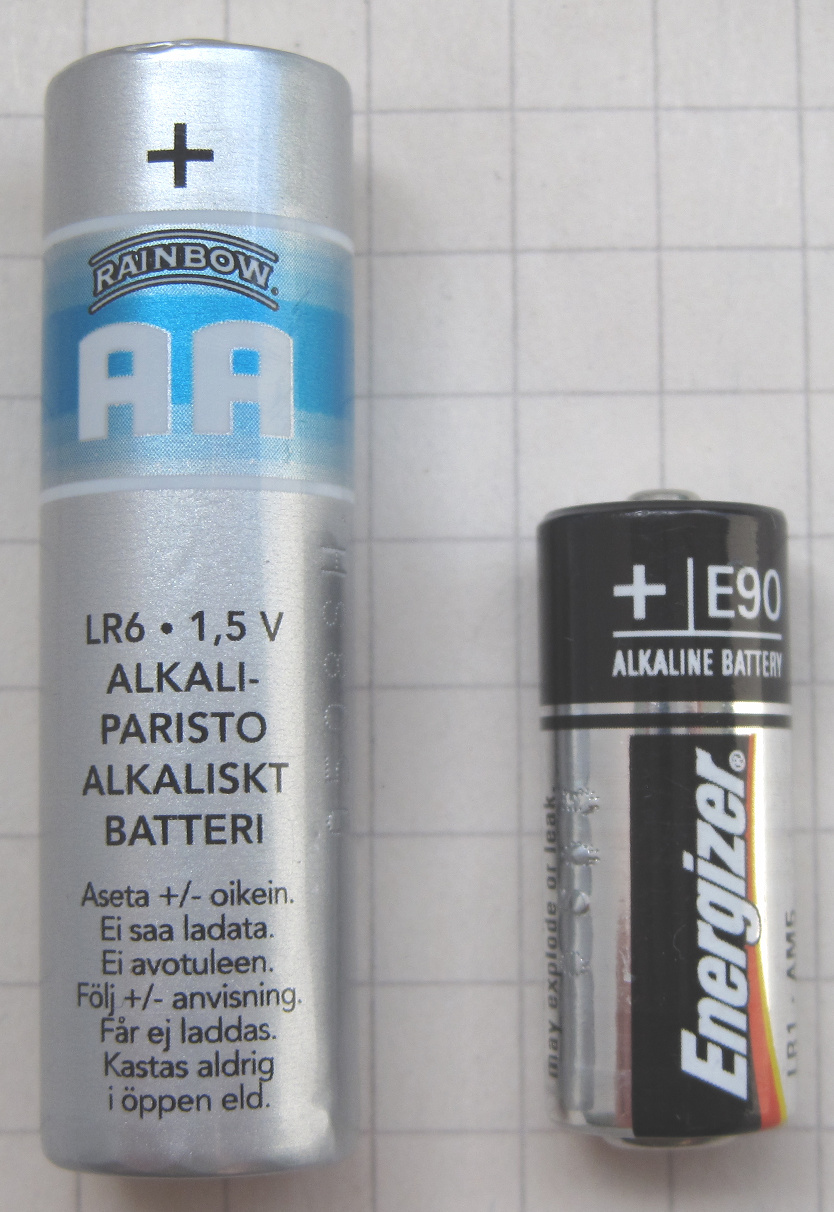
Două baterii, polul pozitiv este identificat cu simbolul +, în timp ce polul negativ este identificat cu -.

Polaritatea electrică reprezintă sensul în care curentul circulă în circuit. Reperul acestuia este reprezentat de cele 2 terminale/borne : + pozitiv , - negativ. Astfel:
- în exteriorul circuitului acesta circulă de la + la -
- în interiorul circuitului acesta circulă de la  - la +